# Церква Успіння праведної Анни (Джурин)
Церква Успіння праведної Анни в Джурині — культова споруда, православний парафіяльний храм (ПЦУ) у селі Джурин Чортківського району Тернопільської области.

## Історія церкви
Церква в селі Джурині збудована сільською громадою у 1902 році. Храм має хрестоподібну форму.
У 1926 році церкву розписали, а у 1998-му місцевий художник відреставрував ці розписи. У 2006 році біля церкви збудували капличку з фігурою Матері Божої, а у 2009-му перекрили головну баню храму.
15 грудня 2018 року храм і парафія приєдналися до ПЦУ.

## Парохи
- о. Станіслав Лотоцький
- о. Николай Івахнюк
- о. Володимир Ябковський
- о. Теодор Кутний
- о. Василій Колесник
- о. Степан Кацан (донині)